# Pulmonaria longifolia
Espèce
Classification APG III (2009)
Pulmonaria longifolia, la Pulmonaire à longues feuilles, est une espèce de plante de la famille des Boraginaceae.

## Description
La Pulmonaire à longues feuilles est une herbacée vivace, hérissée de poils, à souche épaisse, à tiges ascendantes de 20 à 40 cm de long. Les fleurs sont hermaphrodites.
C’est une plante vivace originaire d'Europe, qui pousse naturellement en forêts.
La pulmonaire à longues feuilles est retrouvée à l'état sauvage mais aussi cultivée en jardin d’ornement pour son feuillage et ses petites fleurs mellifères.

## Habitat
C'est une espèce vivant en sous-bois, dans les prairies humides, jusqu'à 2 000 m d'altitude.

## Répartition
On la trouve dans le nord-ouest et le sud-ouest de l'Europe.
Le genre Pulmonaria contient environ 18 espèces largement réparties en Eurasie.
Des études antérieures ont montré que la délimitation des espèces dans le genre est problématique, mais n'ont pas encore exploré l'histoire évolutive du genre.
Les barrières reproductives prémices entre les espèces européennes semblent faibles, car plusieurs espèces ont des aires de distribution qui se chevauchent fortement, fleurissent en même temps et partagent les mêmes pollinisateurs, ce qui suggère que l'hybridation peut avoir contribué à l'histoire évolutive de Pulmonaria.
Il existe des preuves de différents degrés d'hybridation, un flux génétique entre espèces dans les populations et des événements de spéciation hybride. Dans l'ensemble, cette étude suggère que l'hybridation et l'introgression étaient - et pourraient encore être - des processus importants affectant la spéciation dans le genre Pulmonaria.
Cette espèce parmi d'autres a été utilisée pour étudier le changement climatique, qui entraînera à l'avenir une augmentation globale de l'isolement écogéographique entre ces espèces.
En particulier, les espèces qui ont un faible isolement écogéographique dans les conditions actuelles devraient augmenter le plus dans leur isolement écogéographique sous le changement climatique.

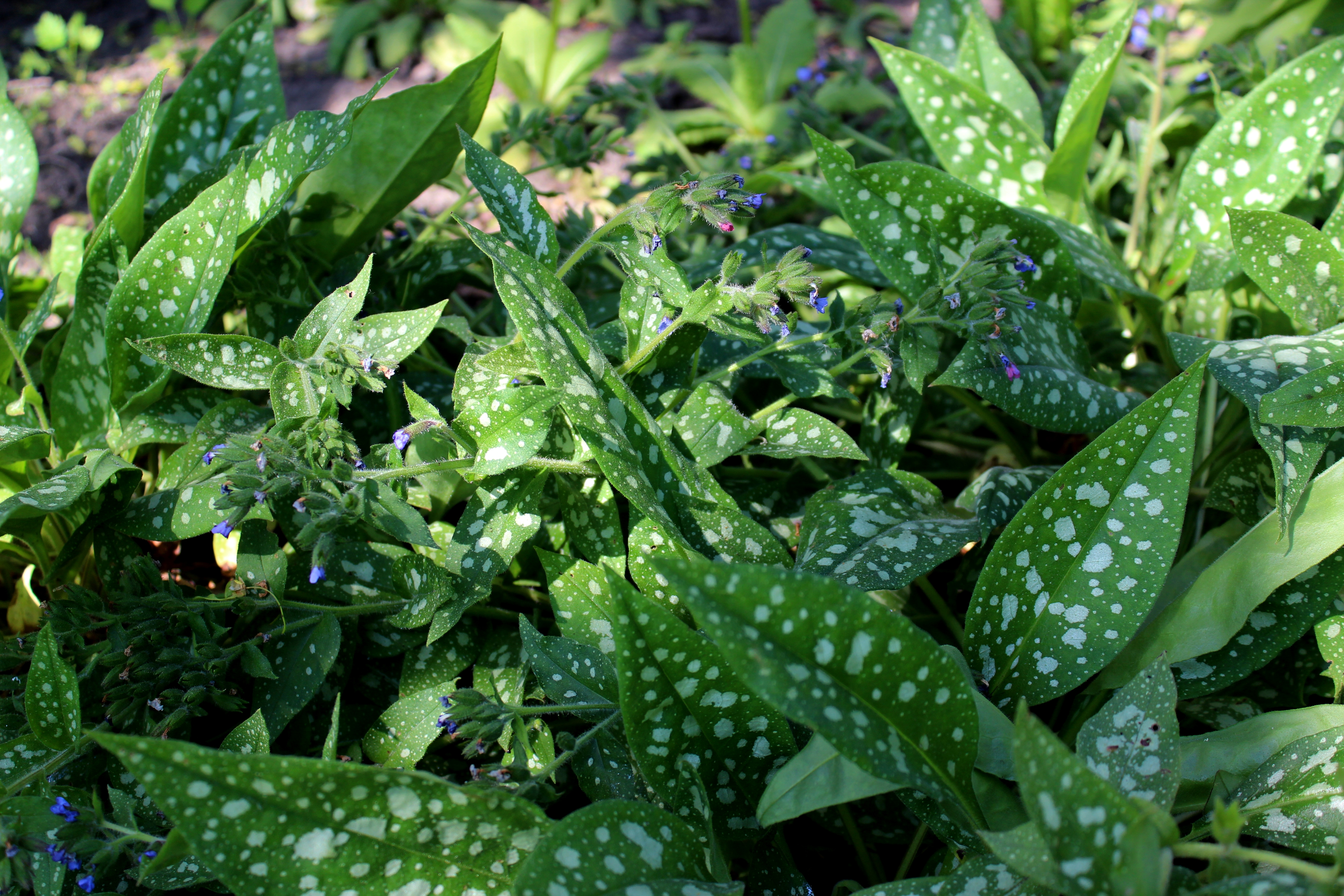

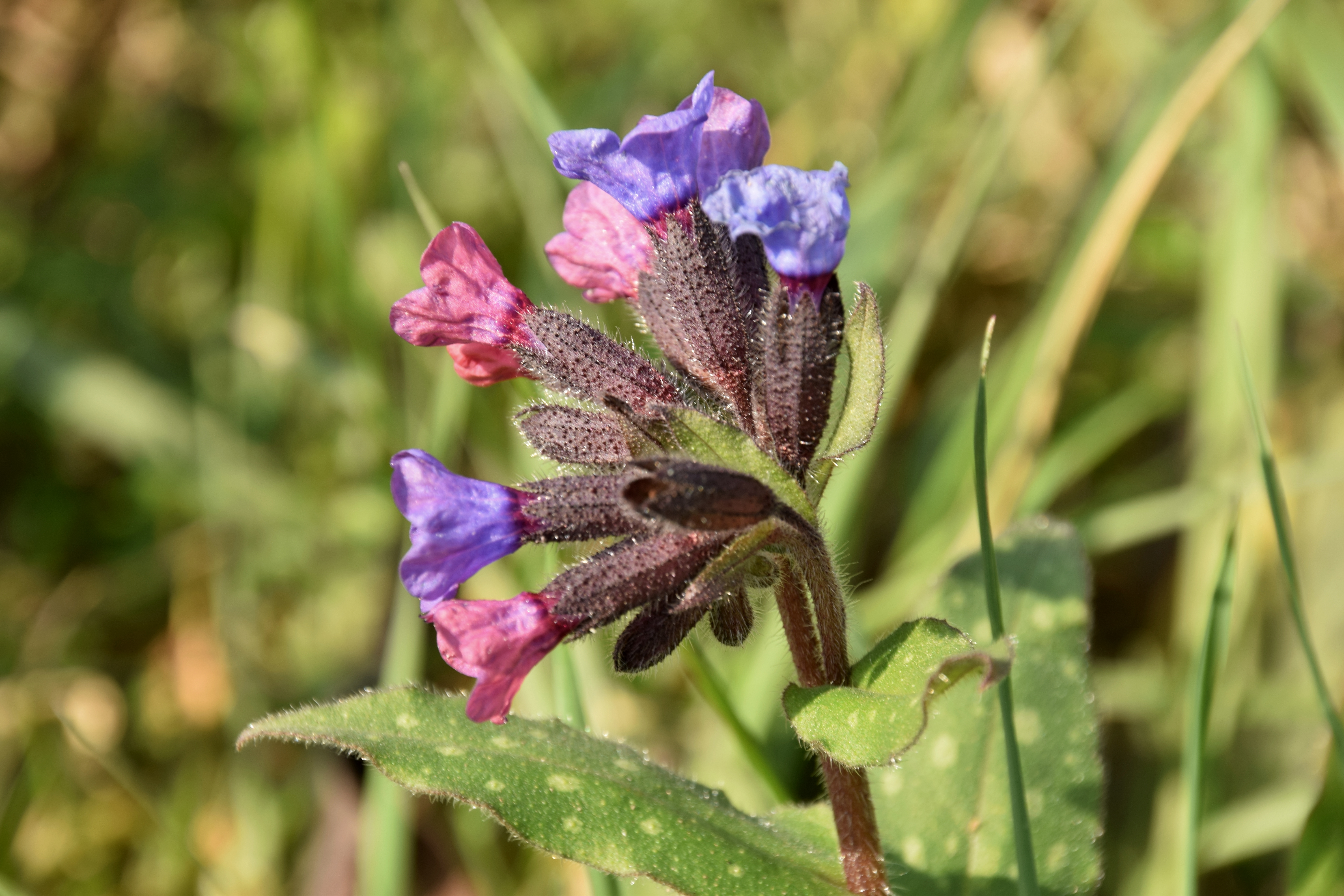

Ces résultats soulignent que le changement climatique peut avoir un impact important sur une barrière majeure d'espèces étroitement apparentées, et donc potentiellement affecter la trajectoire évolutive des plantes à l'avenir.